# Demetriusz Gabras
Demetriusz Gabras (XIV w.) – bizantyński książę państwa Teodoro na Krymie w latach około 1362–1368 z dynastii Gabrasów.

## Życiorys
Najstarsze wzmianki o księstwie Teodoro i jego ówczesnym władcy Demetriosie pochodzą z 1362 (inskrypcja) i z 1363, przy czym mówi się w nich o już istniejącym księstwie i biorącym udział w walkach, dlatego sam organizm państwowy musiał powstać trochę wcześniej. Pochodzenie dynastii panującej w księstwie do dzisiaj nie zostało należycie wyjaśnione. Na ten temat istnieją dwie hipotezy. Według pierwszej dynastia została założona przez uchodźców z Trapezuntu, przedstawicieli możnego rodu bizantyńskiego ormiańskiego pochodzenia – Gabrasów (Gawrasów) (grec. Γαβρᾶς). Przypuszcza się, że w XII wieku zostali zesłani do Cherzonezu na Krymie za udział w spisku przeciw cesarzowi. Po jakimś czasie udało im się opanować tron w Mangupie. Druga teoria tłumaczy pochodzenie dynastii mangupskiej układem małżeńskim pomiędzy  jakimś miejscowym arystokratą a przedstawicielką jednego z możnych rodów bizantyńskich epoki Paleologów, najprawdopodobniej Cymbalakonów lub Asenów. Panującą religią w jego księstwie było prawosławie, językiem państwa był język grecki. Księstwo początkowo miało nazwę: Teodoro-Mangup (od nazwy stolicy państwa Mangup).